# Estación de Chaussée d'Antin - La Fayette
La estación de Chaussée d'Antin - La Fayette es una estación del metro de París situada en el IX Distrito en el cruce de la calle de la Chaussée d'Antin con la calle La Fayette. Pertenece a las líneas 7 y 9. 

## Historia
La estación fue inaugurada el 5 de noviembre de 1910 con la puesta en marcha del tramo inicial de la línea 7. El 3 de junio de 1923 llegó la línea 9.
Inicialmente la estación se llamó Chaussée d'Antin en referencia a Luis Antoine de Pardaillan de Gondrin, primer duque de Antin. En 1989, se le añadió la mención a La Fayette, en honor al Marqués de La Fayette. 

## Descripción

### Estación de la línea 7
Se compone de dos andenes laterales de 75 metros de longitud y de dos vías.
Está diseñada en bóveda elíptica. Sus paredes están completamente revestidas de los clásicos azulejos blancos del metro parisino aunque planos, sin biselar.
La iluminación es de estilo Motte y se realiza con lámparas resguardadas en estructuras rectangulares de color azul que sobrevuelan la totalidad de los andenes no muy lejos de las vías.
La señalización por su parte usa la moderna tipografía Parisine donde el nombre de la estación aparece en letras blancas sobre un panel metálico de color azul. Por último los asientos, que también son de estilo Motte, combinan una larga y estrecha hilera de cemento revestida de azulejos azules que sirve de banco improvisado con algunos asientos individualizados de color celeste que se sitúan sobre dicha estructura.  
Desde 1989, toda la bóveda está decorada con un fresco realizado por Hilton Mac Conicco.

### Estación de la línea 9
Se compone de dos andenes laterales de 75 metros de longitud y de dos vías.
Es idéntica a la estación de la línea 7, de hecho también posee su propio fresco decorativo, realizado en 1991 por Jean-Paul Chambas. Ambos giran en torno a la figura de La Fayette. 